# Религија у Русији
Религије у Русији 2017
Религија у Русији (2012)
Религија у Русији је разноврсна са хришћанством, посебно православљем, које је најшире исповедана вера, али са значајним мањинама ирелигиозних људи, муслимана и пагана. Закон о религији из 1997. године признаје право на слободу савести и вероисповести свим грађанима, духовни допринос православног хришћанства историји Русије и поштовање „хришћанства, ислама, будизма, јудаизма и других религија и вера које чине нераздвојни део историјског наслеђа руских народа”, укључујући етничке религије или паганизам, или сачуване или оживљене. Према закону, свака верска организација може бити призната као „традиционална” ако је већ постојала пре 1982. године, а свака новооснована верска група мора предати своје акредитиве и поновно се годишње регистровати петнаест година, а у међувремену до евентуалног признања, остаје без права.
Од распада Совјетског Савеза 1991. године, дошло је до оживљавања и ширења сибирског шаманизма (који се у неким случајевима веома јако мешао са православним елементима), и појаве хиндуизма и нових религиозних покрета широм Русије. Дошло је до „експоненцијалног повећања нових религијских група и алтернативних духовних ствари”, источних религија и неопаганизма, чак и међу самодефинисаним „хришћанима” — термин који је постао лабав дескриптор за разне еклектичке погледе и праксе. Стручњак Елиот Боренштајн је дефинисао Русију као „Јужну Калифорнију Европе” због таквог процвата нових религијских покрета, а Руску православну цркву перципирао је као конкурента у „рату за душе”. Мора се додати да је Боренштајнов коментар веома непрецизан и нетачан, јер су многе руске религије традиционалне компоненте неколико стотина година и формирале су руске културне идентитете кроз дуги временски период кроз јаке етно-културне интеракције.

## Историја
Пре десетог века, Руси су практиковали словенску религију. Као што се подсећа у Повести минулих лета, православно хришћанство је постало државна религија Кијевске Русије 987. године за време владавине Владимира Великог, који се за то одлучио међу другим могућим изборима, јер је то била религија Византијског царства. Од тада, религија, мистицизам и државност остали су испреплетени елементи руског идентитета. Руска православна црква, сматрана лепилом који учвршћује нацију, пратила је експанзију Руске Империје у осамнаестом веку. Идеологија цара Николаја I, под којом је царство достигло најшири степен, прогласили су „православље, аутократију и нацију” (Правосла́вие, самодержа́вие, наро́дность) као своје темеље. Доминација Руске православне цркве била је запечаћена законом, а како је царство обухватало народе алтернативних вероисповести, религије су биле везане за етничке припадности како би се избегло било какво питање интеграције. До 1905. само је Руска православна црква могла да се бави мисионарском делатношћу како би преобратила неправославне људе, а отпадништво се третирало као кривично дело кажњиво законом. Католицизам, ислам и друге религије толерисани су само међу страним (inoroditsy) народима, али им је забрањено ширење међу Русима.
Током историје ране и империјалне Русије постојали су, међутим, религиозни покрети који су представљали изазов монополу Руске православне цркве и изнели ставове слободе савести, наиме старовераца - који су се одвојили од Руске православне цркве након реформе патријарха Никона 1653. године (раскол) — и духовно хришћанство (или молоканизам). Важно је напоменути да сама Руска православна црква никада није забранила лично религиозно искуство и спекулативни мистицизам, а гностички елементи су постали део православног хришћанства од шестог века, а касније ојачани популарношћу мисли Јакоба Бемеа у православним семеништима у шеснаестом и седамнаестом веку.
Крајем осамнаестог века, двоеверие („двострука вера”), популарна религија која је сачувала словенски пантеизам под хришћанском површином, нашла је захвалност међу интелектуалцима који су покушали да разграниче руску посебност против Запада. У зору 20. века, езотеричне и окултне филозофије и покрети, укључујући спиритуализам, теозофију, антропозофију, херметизам, руски космизам и друге, постали су широко распрострањени. Истовремено, царство је почело да предузима кораке ка признавању многострукости религија које је обухватало, али је нагло прекинуто Руском револуцијом 1917. године. Након револуције, Руска православна црква је изгубила своје привилегије, као и све мањинске религије, а нова држава се приближила атеистичкој званичној идеологији. У оквиру Совјетског Савеза, Руска православна црква је живела у периодима репресије и периода подршке и сарадње од стране државе. Упркос политикама државног атеизма, пописи су показали високу религиозност међу становништвом; 1929. године 80% становништва су били верници, а 1937. године, две трећине су себе описали као вернике, од којих су три четвртине православних хришћана. Четрдесетих година, Руску православну цркву је подржавао Јосиф Стаљин, након Другог светског рата, затим је била снажно потиснута под Никитом Хрушчовим шездесетих година, а затим поново оживљена 1980-их. Иако је легално реконституисана тек 1949. године, током совјетског периода, црква је функционисала као КГБ; многе хијерархије постсовјетске цркве направили су бивши агенти КГБ-а, као што се показало отварањем архива КГБ-а деведесетих година.
Од распада Совјетског Савеза 1987—1991, Руска православна црква се борила да поврати свој некадашњи монопол религијског живота, упркос томе што су се и друге хришћанске цркве, које су постојале од пре револуције, нашле у радикално трансформисаном контексту који карактерише религијски плурализам непознат пре 1917. године. Током совјетског периода, религијске баријере су биле разбијене, јер религије више нису биле везане за етничку и породичну традицију, и дошло је до екстензивног расељавања народа. Ово, заједно са недавним убрзаним континуираним развојем комуникација, довело је до незапамћеног мешања различитих религијских култура.
- Свети Ђорђе и аждаја, икона из 16. века у Пскову.
- Тројство (1729), икона непознатог уметника из Тоболска.
- Устанак соловецког манастира (1885), дело Сергеја Милорадовича.
- Група Молокана, 1870-е.
- Круг младих атеиста у школи у Мурому тридесетих година.

## Демографија
У августу 2012. године објављено је прво велико истраживање и мапа религија у Русији на основу самоидентификације у Атласу Арене, продужетку пописа становништва 2010. године, са подацима о седамдесет девет од осамдесет три федерална субјекта. Русија. На заокруженој укупној популацији од 142.800.000, истраживање је показало да је 66.840.000 људи, или 47,1% од укупног становништва, било хришћани. Међу њима, 58.800.000 или 41% становништва били су верници у Руској православној цркви, 5.900.000 или 4,1% били су хришћани без икакве деноминације, 2.100.000 или 1,5% били су верници у православном хришћанству без припадања било којој цркви или (мања мањина) који припадају православној цркви (укључујући и јерменске и грузијске), 400.000 или 0,2% су православни староверци, 300.000 или 0,2% су протестанти, а 140.000 (мање од 0,1%) католици. Међу нехришћанима, 9.400.000 или 6,5% становништва су били муслимани (укључујући суните, шиите и већину неповезаних муслимана), 1.700.000 или 1,2% су били пагани (укључујући родноверце, вацдине и друге религије) или тенгристи (туркијско-монголске шаманске религије и нове религије), 700.000 или 0,5% били су будисти (углавном тибетанских школа), 140.000 или 0,1% били су хиндуси (укључујући Кришнаите), а 140.000 су били религијски Јевреји. Међу нерелигиозним становништвом, 36.000.000 људи или 25% изјавило је да „верује у Бога (или у вишу силу)”, али да „не исповеда ниједну одређену религију”, 18,600.000 или 13% су били атеисти, а 7.900.000 или 5,5% нису се изјашњавали у корист било које верске, духовне или атеистичке вере.
Друга истраживања, спроведено 2017. године од стране Pew Forum-a, приказује да је у Русији 71% популације православне и 10% исламске вероисповести. 10% популације је нерелигиозно, а остали хришћани или следбеници осталих религија чине 3% становништва.

### Хронолошке статистике
| Религија                  | 1998        | 1998        | 2007        | 2007        | 2012        | 2012        |
| Религија                  | Број        | %           | Број        | %           | Број        | %           |
| ------------------------- | ----------- | ----------- | ----------- | ----------- | ----------- | ----------- |
| Источна православна црква | 74.278.513  | 50,3        | 64.262.304  | 45,0        | 61.003.924  | 42,6        |
| Ислам                     | 5.906.840   | 4,0         | 11.424.409  | 8,0         | 9.308.110   | 6,5         |
| Никаква, духовна и мањине | 67.485.647  | 45,7        | 67.118.406  | 47,0        | 72.889.665  | 50,9        |
| Укупно становништво       | 147.671.000 | 147.671.000 | 142.805.120 | 142.805.120 | 143.201.700 | 143.201.700 |

### Религије по етничким групама
|                 | Руско православље | Друго православље | Староверци | Протестанти | Католици | Пентекосталци | Једноставни хришћани | Духовни али нерелигиозни | Атеисти | Једноставни муслимани | Сунити | Шиисти | Пагани / Тенгристи | Будисти | Религијски Јевреји | Хиндуси |
| --------------- | ----------------- | ----------------- | ---------- | ----------- | -------- | ------------- | -------------------- | ------------------------ | ------- | --------------------- | ------ | ------ | ------------------ | ------- | ------------------ | ------- |
| Етнички Руси    | 46                | 1,5               | <1         | <1          | 0        | 0             | 4,3                  | 27                       | 14      | 0                     | 0      | 0      | <1                 | 0       | 0                  | 0       |
| Татари          | 5                 | <1                | 0          | 0           | 0        | 0             | 1                    | 17                       | 9       | 55                    | 3      | 1,3    | 1,6                | 0       | 0                  | <1      |
| Украјинци       | 45                | 2                 | <1         | <1          | <1       | 0             | 7                    | 26                       | 12      | <1                    | 0      | 0      | <1                 | 0       | 0                  | 0       |
| Чуваши          | 58                | 4                 | <1         | 0           | 0        | 0             | 2                    | 22                       | 8       | 0                     | <1     | 0      | 2                  | 0       | 0                  | 0       |
| Башкири         | 1                 | 0                 | 0          | <1          | <1       | 0             | 1                    | 25                       | 11      | 43                    | 6      | <1     | 2                  | <1      | 0                  | <1      |
| Јермени         | 35                | 7                 | 0          | 0           | 1,8      | 0             | 13                   | 25                       | 7       | 1                     | <1     | 0      | <1                 | 0       | 0                  | 0       |
| Авари           | 2                 | 0                 | 0          | 0           | 0        | 0             | 0                    | 5                        | 2       | 24                    | 66     | <1     | 1,2                | 0       | 0                  | 0       |
| Мордвини        | 60                | 0                 | 0          | 0           | 0        | 0             | 7                    | 14                       | 12      | 0                     | 0      | 0      | <1                 | 0       | 0                  | 0       |
| Немци           | 18                | 2                 | 0          | 3,2         | 7,2      | 1,2           | 5                    | 34                       | 18      | 0                     | 0      | 0      | 2                  | 0       | 0                  | 0       |
| Етнички Јевреји | 13                | 0                 | 0          | 0           | 0        | 0             | 4                    | 25                       | 27      | 0                     | 0      | 0      | 3                  | 4       | 13                 | 0       |
| Казаси          | 3                 | 0                 | 0          | 0           | 0        | 0             | 1                    | 14                       | 7       | 54                    | 7      | 1,1    | 5,9                | 0       | 0                  | <1      |
| Белоруси        | 46                | 4,6               | 1,4        | <1          | 1,3      | 0             | 3                    | 20                       | 15      | 1                     | 0      | 0      | 0                  | 0       | 0                  | <1      |
| Сви Руси        | 41,1              | 1,5               | 0,3        | 0,2         | 0,1      | 0,1           | 4,1                  | 25,2                     | 13,0    | 4,7                   | 1,7    | 0,2    | 1,2                | 0,5     | 0,1                | 0,1     |

## Религије

### Аврамске религије

#### Хришћанство
Хришћанство је било религијска самоидентификација 47,1% руског становништва у 2012. години. Међутим, касније те године, Центар Левада је утврдио да је 76% руског становништва хришћанско, а у јуну 2013. године Фондација јавног мњења је утврдила да је 65% руског становништва хришћанско. Ове информације су у складу са истраживањем Pew-а из 2011. године (73,6%), истраживањем VTSIOM-а из 2010. године (77%), и истраживањем Ipsos MORI-ја из 2011. године (69%). Студија из 2015. процењује да је око 10.000 хришћана муслиманског порекла.
Православно хришћанство је доминантна религија у земљи, а осим тога, староверци и лутеранти су такође имали значајну улогу у мултиетничкој историји Русије. Евангелизам и католицизам (међу Русима) су релативно новији додатак хришћанству у Русији.

##### Православно хришћанство
Православни хришћански верници чинили су 42,6% укупног становништва Русије у 2012. години. Већина њих су били припадници Руске православне цркве, док су мале мањине биле староверци и православни верници који нису припадали ниједној цркви или нису припадали Руској православној цркви (укључујући Јерменску апостолску цркву и Грузијску православну цркву). Независни православни хришћани или хришћани који нису били руски православци чинили су 1,5% (2.100.000) укупног становништва. Мале православне цркве су заступљене међу етничким мањинама Украјинаца, Грузина и Јермена. Независни православни хришћани и мањине неруских православних хришћана чинили су више од 4% становништва Тјуменске области (9%), Иркутске области (6%), Јеврејске аутономне области (6%), Чељабинске области (5%), Астраханске области (4%) и Чувашије(4%). Православна вера је посебно широко распрострањена међу Козацима у Русији.

###### Руско православље
У 2012. години 58.800.000 људи или 41% укупног становништва Русије изјавило је да верује у Руску православну цркву. То је била религија од 21% до 40% становништва у већини федералних субјеката земље, са врхунцима од 41% до преко 60% у западној Русији, укључујући 41% до 60% у Јамалији и Пермској Покрајини и преко 60% у Курској области (69%), Вороњешкој области (62%), Липецкој области (71%), Тамбовској области (78%), Пензенској области (63%), Уљановској области (61%), Мордовији (69%) и Нижегородској области (69%).
Савремена Руска православна црква (Московска патријаршија; рус. Russkaia Pravoslavnaia Tserkov), упркос легализацији тек од 1949. године, тврди да је директни наследник предреволуционарне православне руске цркве (рус. Pravoslavnaia Rossiskaia Tserkov). Они имају мало другачије име које одражава разлику између Russkiy, етничких Руса и Rossiyane, грађана Русије, било етничких Руса или припадника других етничких група. Постоји и низ малих православних цркава које тврде да су директни наследници предреволуционарног верског тела, укључујући Руску православну католичку цркву и Руску православну аутономну цркву. Често су постојале несугласице између ових цркава и Руске православне цркве о поновном присвајању напуштених цркава, при чему је Руска православна црква освојила већину случајева захваљујући саучесништву секуларних власти.

###### Староверци
Староверци чинили су 0,2% (400.000) од укупног становништва земље у 2012. години, са пропорцијама већим од 1% само у Смоленској области (1,6%), Републици Алтај (1,2%), Магаданској области (1%) и Мариј Елу (1%). Староверци су религиозна група која је доживела најдраматичнији пад од краја Руског царства и преко Совјетског Савеза. У последњим годинама царства они су чинили 10% становништва Русије, а данас се њихов број смањио на мање од 1% и мало је потомака породица старовераца који верују у културну везу са вером својих предака.
- Старообредничка Црква светог Николе на Тверском тргу у Москви.
- Старообредничка црква арханђела Михајла у Михајловској Слободи.
- Старообредничка Црква велике Госпојине у Ритову.

##### Католицизам
Католицизам је био религија 140.000 руских грађана, око 0,1% укупног становништва, у 2012. години. Концентрисани су у западној Русији са популацијом од 0,1% до 0,7% у већини федералних субјеката тог региона. Број „етничких католика” у Русији, односно Пољака и Немаца и мањих мањина, стално опада због емиграције и секуларизације. У исто време дошло је до дискретног успона етничких руских преобраћеника у Католичку цркву.
Московска надбискупија управља Латинском католичком црквом у Русији. Даљње суфраганске бискупије постоје у Иркутску, Новосибирску и Саратову. Иркутска епархија је највећа католичка бискупија на земљи, која покрива површину од 9.960.000  km². Готово сви руски католици поштују Латинску католичку цркву. Међутим, Католичка црква признаје изузетно малу Руску грчкокатоличку цркву као византијски обред цркве sui juris ("сама своје надлежности") у пуном заједништву са Католичком црквом.
- Католичка Црква безгрешног срца блажене девице Марије у Кемерову.
- Католичка Црква мале Госпојине у Магадану.
- Католичка Црква светог тројства у Тоболску.
- Католичка Црква крстовдана у Казању.

##### Протестанти и остали хришћани
Различите деноминације протестантизма, и историјске и евангеличке, као и пентекостализма, биле су религија 0,2% (300.000) становништва Русије у 2012. години. Њихов број је био нешто више од 1% само у Туви (1,8%), у Удмуртији ( 1,4%) и Републици Алтај (1%). Лутеранизам је у сталном паду међу финским и немачким етничким мањинама, док су виђени неки преобраћени Руси, тако да неке традиционално финске цркве, попут Евангеличко-лутеранске цркве у Ингрији, данас имају више руских него финских верника. Адвентисти, баптисти, методисти и пентекосталци су релативно новијег датума, са највише 120 година историје у Русији.
Људи који су себе сматрали хришћанима без припадности било којој цркви или деноминацији чинили су 4,1% (5.900.000) становништва, а чинили су од 1% до 8% становника у већини руских федералних субјеката, а више од 8% само у Ненецији (14%), Северној Осетији - Аланији (10%), Тверској области (9%) и Јеврејској аутономној области (9%). Процењује се да су Јеховини сведоци средином 2000-их имали у Русији 255.000 верника.
- Пентекостално богослужење у Мурманску.
- Моравска црква у Старој Сарепти, у Волгограду.
- Хришћанска адвентистичка црква у Нижњем Новгороду.
- Лутерантска црква свете Ане у Санкт Петербургу.

#### Ислам
Ислам је друга по величини религија у Русији након православног хришћанства. То је историјски доминантна религија међу неким кавкаским етничким групама (посебно Чечени, Ингуши и Адиге) и неким туркијским народима (посебно Татари и Башкири).
У 2012. години муслимани у Русији били су 9.400.000 или 6,5% укупног становништва. Међутим, Атлас није истраживао популацију два федерална субјекта са исламским већинским становништвом, који су заједно имали скоро 2 милиона становника, а то су Чеченија и Ингушетија, тако да укупан број муслимана може бити нешто већи. Међу овим муслиманима, 6.700.000 или 4,6% укупног становништва Русије није било повезано ни са каквим исламским школама и правцима. То је углавном зато што није неопходно да се муслимани везују за било коју специфичну секту или организацију. Они који нису повезани су углавном сунитски муслимани. Ови неповезани муслимани чине значајан проценат од преко 10% у Кабардино-Балкарији (49%), Башкортостану (38%), Карачајево-Черкезији (34%), Татарстану (31%), Јамалији (13%), Оренбуршкој области (11%), Адигеји (11%) и Астраханској области (11%). Већина региона Сибира има неповезано муслиманско становништво од 1% до 2%.
Сунитски ислам је био религија 2.400.000 муслимана, или 1,6% укупног становништва Русије. Имао је значајан број од преко 10% становништва само у Дагестану (49%) и Карачајево-Черкезији (13%). Проценат већи од 2% налази се у Кабардино-Балкарији (5%), Југри (Хантија-Мансија) (5%), Јамалији (4%), Астраханској области (3%), Чељабинској области (3%) и Тјуменској области (2%). Јакутија је имала популацију сунита у распону од 1% до 2%. Многи други федерални субјекти имали су муслиманско становништво од 0,1% до 0,9%. Шиизам био је огранак 300.000 људи, или 0,2% од укупног становништва Русије. Првенствено је заступљен у Дагестану (2%), Адигеји (1%), Карачајево-Черкезији (1%), Кабардино-Балкарији (1%), Новгородској области (1%), Пензенској области (1%), Татарстану (1%) и Југри (1%).
Федерални субјекти Русије са исламском апсолутном већином - више од 50% - били су Чеченија, Ингушетија, Дагестан (82,6%), Кабардино-Балкарија (55,4%) и Татарстан (55%). Значајни проценти (преко 5%) пронађени су у Карачајево-Черкезији (48,0%), Башкортостану (38,6%), Јамалији (17,4%), Астраханској области (14,6%), Адигеји (12,6%), Оренбуршкој области (13,9%) и Југри (10,9%).
- Џамија у Дзержинску.
- Џамија Колшариф У Казању.
- Централна џамија у Грозном.
- Џамија у Кинзебулатову.
- Џамија у Кулујеву, поред реке Миас у Чељабинску .

#### Јудаизам
У 2012. години било је 140.000 верских Јевреја у Русији, док је број етничких Јевреја био знатно већи. Заиста, већина етничких Јевреја у Русији нису Јевреји по религији, јудаизам је религија само мањине етничких Јевреја; већина њих су атеисти, а не религиозни, многи су хришћани, а значајан део њих су будисти. У 2012. години, само 13% етничких Јевреја је веровало у јудаизам, 13% су православни хришћани, 4% једноставно хришћани, 27% атеисти, 25% духовни, али не религиозни, 4% будисти и 3% пагани. Религиозни Јевреји су углавном били концентрисани у Камчатској Покрајини (0,4%), Санкт Петербургу (0,4%), Курској области (0,4%), Хабаровској Покрајини (0,3%), Ставропољској Покрајини (0,3%), Бурјатији (0,2%), Јеврејској аутономној области (0,2%), Калмикији (0,2%) и Кабардино-Балкарији (0,2%).

### Етничке и шаманске религије, паганизам и тенгризам
Паганизам и тенгризам, који се рачунају као „традиционалне религије предака”, били су трећа по реду религијска група после хришћанства и ислама, са 1.700.000 верника или 1,2% од укупног становништва Русије у 2012. години. Ове религије су заштићене законом из 1997. године, чији коментар наводи да се „друге религије и вероисповести које чине неодвојиви део историјског наслеђа руских народа” такође примењују на „древне паганске култове, који су сачувани или се оживљавају”. Тенгризам је термин који обухвата традиционалне етничке и шаманске религије туркијских и монголских народа и модерне покрете који их оживљавају у Русији. Паганизам у Русији се првенствено огледа у оживљавању етничких религија руских словенских народа и заједница, Осета (скитских), али и оних кавкаских и угро-финских етничких мањина. Многи елементи угро-финских и словенских народа у Русији су се мешали и често имају исто порекло.
У 2012, родноверци, кавкаски неопагани, и осетски уацдини били су представљени значајним бројем верника у Северној Осетији - Аланији (29%), Карачајево-Черкезији (12%), Кабардино-Балкарији (3%), Оренбуршкој области (преко 3%), Кемеровској области (преко 3%), 2% до 3% у Дагестану, Астраханској области, Калушкој области, Тјуменској области, Иркутској области и Магаданској области. Родноверци су такође били присутни у многим савезним субјектима Западне Русије у процентима у распону од 1% до 2%.
Словеначка родна вера (родноверци) сама је представљала 44% следбеника „традиционалних религија предака”, дакле отприлике 750.000 људи. Организације Родновераца укључују Савез заједница словенских родоваца са седиштем у Калуги. Московска заједница је прва била регистрована од стране државе 1994. године. Руски родноверци верују у Рода, врховног Бога, и у мања божанства који укључују Перуна и Дажбога. Руски центри родновераца налазе се иу Долгопрудном, Пскову и другим градовима, а Москва има неколико светилишта.
Уралски неопаганизам практикују угро-финске етничке мањине (првенствено Маријци, Мордвини, Удмурти и Коми). Међу тим народима, паганизам је преживео као непрекинута традиција током совјетског периода. Маријску традиционалну религију је практиковало 6% популације Мариј Ела 2012. године. Друге студије су показале већи удео од 15%. Паганизам је практиковало између 2% и 3% становништва Удмуртије и Пермске Покрајине, и од 1% до 2% становништва Републике Коми.
Паганизам је подржан од стране влада неких федералних субјеката, на пример Мариј Ела. Иако се паганизам често суочава са непријатељством православног свештенства, патријарх Алексије II је нагласио да протестантски мисионари представљају већу опасност од етничких религија, а други треба да се поштују. Пагани су се суочили са насиљем у неким исламским регијама Кавказа. На пример, Аслан Ципинов је убијен од стране исламиста 2010. године у Кабардино-Балкарији. Месецима пре његове смрти, Ципинов је био обавештен од стране екстремиста да заустави свој рад на популаризацији черкезијских паганских ритуала.
Тенгризам и туркијско-монголске шаманске религије налазе се првенствено у Сибиру и на Руском далеком истоку. Године 2012. 13% становника Алтајске Покрајине је веровало у аутохтоне религије - које укључују Бурканизам или „Белу веру” — као 13% у Јакутији, 8% у Туви, 3% у Калмикији, између 2% и 3% у Хакасији, Бурјатији и Камчатки. Атлас не броји становништво Чукотке, где велики део чукча практикује своју аутохтону религију.
- Бурјатски шаман Будажап Ширеторов, поглавар религијске заједнице Алтан Серге.

- Осетијски Реком храм у подручју Цеј, Алагирски дистрикт.
- Мордвинска ритуална представа.
- Факултет маријских свештеника (kart).
- Руско светиште родновераца у Калуги.

### Источне религије

#### Будизам
Године 2012. будизам је практиковало 700.000 људи у Русији, или 0,5% укупног становништва. То је традиционална религија неких туркијских и монголских етничких група у Русији (Калмици, Бурјати и Тувинци). У 2012. години била је религија 62% укупног становништва Туве, 38% Калмикије и 20% Бурјатије. Будизам такође има 6% верника у Забајкалској Покрајини, који се углавном састоје од етничких бурјата, а од 0,5% до 0,9% у Томској области и Јакутији. Будистичке заједнице се могу наћи у другим федералним субјектима у Русији, између 0,1% и 0,5% у Сахалинској области, Хабаровској Покрајини, Амурској области, Иркутској области, Алтају, Хакасији, Новосибирској области, Томској области, Тјуменској области, Оренбуршкој области, Архангељској области, Мурманској области, Москви и Московској области, Санкт Петербургу и Лењинградској области, и Калињинградској области. У градовима као што су Москва, Санкт Петербург и Самара, често се до 1% становништва идентификује као будисти.
Будизам у Русији је готово искључиво тибетанских школа у Вађрајани. Много је руских обраћеника, а нове школе су често критиковане од стране представника Гелуга као резултат русизованог (Россииски) будизма и западних будистичких мисионара.
- Калмијски Буркан Бакшин Алтан Суме у Елисти.
- Павиљони бурјатског Иволгињског дацана у Иволгинску.
- Посетиоци у Усту-Хурију, туванском будистичком манастиру у Чадану.
- Дацан Гунзечоинеј у Санкт Петербургу, најсевернији будистички храм у Русији.

#### Хиндуизам
Хиндуизам, посебно у облицима кришнаизма, ведизма и тантре, али и у другим облицима, стекао је следбенике међу Русима од краја совјетског периода, првенствено кроз мисионарски рад путујућих гуруа и свамија, и организација попут Међународног друштва за свесност Кришне (Харе Кришна) и Брахма Кумариса. Тантра Санга је настала у самој Русији. Ископавање древног идола који представља Вишнуа у региону Волге 2007. године подстакло је интересовање за хиндуизам у Русији.
Међутим, руски Харе Кришна се суочава са непријатељством Руске православне цркве. Тужиоци у Томску су 2011. године безуспешно покушавали да забране Багавад-Гита као што јесте, централни текст Кришнаитског покрета, оптужбом за екстремизам. Руски Кришнаити у Москви дуго су се борили за изградњу великог храма Кришне у главном граду, који би надокнадио просторије које су им додељене 1989. године, а касније конфисковане за општинске планове изградње; додељивање земљишта за храм је више пута ометано и одложено, а архиепископ Никон из Уфе затражио је од секуларних власти да спрече изградњу „идолопоклоничког паганског храма Кришни у самом срцу православне Русије”. У августу 2016. године, просторије манастира Дивја Лока, ведског манастира, основаног 2001. године у Нижњем Новгороду, демонтиране су од стране локалних власти након што су проглашене нелегалним у 2015. години.
Хиндуизам у Русији је практиковало 140.000 људи, или 0,1% од укупне популације, у 2012. години. Он је чинио 2% становништва у Републици Алтај, 0,5% у Самарској области, 0,4% у Хакасији, Калмикији, Брјанској области, Камчатки, Курганској области, Тјуменској области, Чељабинској области, 0,3% у Свердловској области, 0,2% до 0,3% у Јамалији, Краснодарској Покрајини, Ставропољској Покрајини, Ростовској области, Сахалинској области и 0,1% до 0,2% у другим федералним субјектима.
- Харе Кришна у Москви прославља Рата Јатру.
- Маса прославља Рата Јатру у Москви.
- Харе Кришна поклоници на улицама Москве.
- Харе Кришна поклоници деле вегетаријанске оброке.

#### Таоизам
Таоизам се почео ширити у Русији након распада Совјетског Савеза, посебно кроз рад мајстора Алекса Анатоле, Руса и таоистичког свештеника, оснивача Центра за традиционалне таоистичке студије, који је активан у Москви од 2002. године. Други покрет присутан у Русији је вулиј таоизам, са седиштем у Санкт Петербургу од 2007.

## Слобода вероисповести
Према неким западним коментаторима, поштовање слободе вероисповести од стране секуларних власти у Русији је опало од краја 1990-их и раних 2000-их. У 2006. години, пагански свештеник, Виталиј Танаков, био је успешно осуђен за екстремизам и осуђен на 120 сати обавезног рада за објављивање политичко-религијског тракта Onajeng Ojla (Свештеник говори), који је 2009. године додат на федерални попис материјала који се сматра „екстремистичким”. Године 2011. дошло је до неуспешног покушаја да се забрани Bhagavad-Gītā As It Is (Бхагавадгита као што јесте) по истој оптужби. У августу 2016. године, просторије ведског манастира, основаног 2001. године у Нижњем Новгороду, срушене су од стране локалних власти након што су проглашене нелегалним 2015. године. Примећено је да су категорије „екстремистичке” и „тоталитарне секте” конзистентно коришћене како би се забраниле религијске групе које Руска православна црква класификује као „нетрадиционалне”, укључујући и најновије протестантске цркве и Јеховине сведоке. У Русији постоји забрана активности Јеховиних сведока.
У извештају Америчке комисије за међународну верску слободу из 2017. године наведено је: „Руска влада сматра да је независна религијска активност главна претња друштвеној и политичкој стабилности, приступ наслеђен из совјетског периода”. Тако је по први пут ова комисија сврстала Русију као једног од најгорих кршитеља слободе вероисповести на свету, „земљу од посебног интереса” према Међународном закону о верској слободи. У извештају је такође потврђено да је Русија „једина држава која не само да је континуирано појачавала репресију над верском слободом ... већ и да је проширила своју репресивну политику... Те политике, од административног узнемиравања до арбитрарног затварања до вансудских убијања, се спроводе на систематичан, континуиран и нечувен начин”.